# Cantone di L'Hermenault
Il Cantone di L'Hermenault era una divisione amministrativa dell'arrondissement di Fontenay-le-Comte.
È stato soppresso a seguito della riforma complessiva dei cantoni del 2014, che è entrata in vigore con le elezioni dipartimentali del 2015.
Comprendeva i comuni di:
- Bourneau
- L'Hermenault
- Marsais-Sainte-Radégonde
- Mouzeuil-Saint-Martin
- Nalliers
- Petosse
- Pouillé
- Saint-Cyr-des-Gâts
- Saint-Laurent-de-la-Salle
- Saint-Martin-des-Fontaines
- Saint-Valérien
- Sérigné